# Alice de Piémont
Ne doit pas être confondu avec Alice de Savoie.
Alice de Savoie dit de Piémont est une noble de la maison de Savoie, née probablement vers 1252, et morte le 1er août 1277.

## Biographie
Alix ou Alice de Savoie est un des cinq (ou six) enfants de Thomas II de Piémont et de Béatrice Fieschi. Elle meurt le 1er août 1277.